# Osama Vinladen
Osama Vinladen Jiménez López est un footballeur péruvien né le 7 octobre 2002 dans la province de Rioja. Il occupe le poste d'ailier gauche et est actuellement sous contrat avec le club péruvien Unión Comercio, qui joue en première division péruvienne.  

## Carrière

### En club
Osama Vinladen Jiménez López fait son premier match professionnel pour l'Unión Comercio le 30 mai 2018 contre l'Universidad San Martín. Il entre en jeu à la 87e minute de jeu. Osama Vinladen était alors agé de 15 ans, 7 mois et 23 jours. Son premier match s'est terminé sur un nul (0-0). Après ses débuts professionnels, il devient un joueur de réserve, jusqu'à ce qu'il soit officiellement et contractuellement intégré dans l'équipe d'Unión Comercio en 2020. Le club a également joué en Segunda Division. C'est à ce moment que Vinladen est mobilisé sur le terrain le 16 juillet 2021 lors d'une victoire 4-0 contre le Deportivo Coopsol, pendant lequel il marque son premier but à la 6e minute du match. Il inscrit son deuxième but professionnel près d'un mois plus tard, le 20 août 2021, à la 80e minute de jeu contre Comerciantes Unidos, match qui s'est également soldé sur un 4-0. En 2022, son équipe atteint la deuxième place du classement de Segunda División et revient en Primera División. Il porte alors le numéro 15 et occupe le poste d'ailier gauche ou d'arrière gauche.

### Équipe nationale
En 2017, Vinladen est sélectionné dans l'équipe péruvienne des moins de 15 ans, et participe à ce titre au Championnat sud-américain des moins de 15 ans de 2017. Le Pérou parvient à battre ses adversaires lors de la phase de groupes, mais est battu en demi-finale par l'Argentine (1 but à 4), qui remporte le championnat cette année-là.

## Vie privée
Le nom Osama Vinladen est inspiré de l'islamiste et fondateur de l'organisation terroriste Al-Qaïda, Oussama ben Laden (le « v » se prononce « b » en espagnol). Son frère, Sadam Huseín, doit son nom au dictateur irakien Saddam Hussein. Son père envisageait de nommer son troisième fils George Bush (comme le président américain George W. Bush), mais cet enfant s'est avéré être une fille et l'idée a été abandonnée.
Vinladen a déclaré à ce sujet à la presse péruvienne : « Mes amis s'en moquaient, mais je l'ai simplement accepté. Au début, c'était inconfortable pour moi, mais on apprend à vivre avec ». Il s'est toujours demandé pourquoi ses parents lui avaient donné ce nom si connoté, mais n'a jamais reçu d'explication de ses parents : « J'ai demandé des explications à mon père, mais il évitait toujours le sujet ». Dans une interview à la radio en 2020, il a fait le rapprochement suivant : « Quand Oussama ben Laden a détruit les Twin Towers, son nom a fait la Une des journaux, et un an plus tard, le 7 octobre 2002, je suis né ». Il a ajouté plus tard que son père aimait ce nom. Il a également déclaré qu'il avait souvent pensé à changer de nom, mais qu'il ne l'avait pas encore fait car il avait fini par l'accepter. Pour éviter les critiques, seul son prénom « Osama » figure sur son maillot.
Pendant une autre interview, un journaliste lui a demandé s'il n'était pas déshonorant de porter le nom d'une personne aussi mauvaise que ben Laden, ce à quoi il a répondu : « Au Pérou comme ailleurs, il y a une personne qui est nommée Hitler. D'autres s'appellent Jésus, mais s'il a sauvé le monde, il a aussi causé le mal. Parce qu’il y a un Oussama qui a tué des gens, je ne pense pas qu’il soit nécessaire d’en faire une généralité. Il attire juste beaucoup d’attention d’après ce que je peux voir ».